# François Pallu
François Pallu, född den 30 augusti 1626 i Tours i Frankrike, död den 29 oktober 1684 i Muyang  i Kina, var en fransk missionär och biskop i Östasien, särskilt i Kina, medgrundare av  Missions Etrangères de Paris, och en aktiv förkämpe för stärkandet av Vatikanens rättigheter gentemot det portugisiska patronatssystemet.
Efter studier i teologi och juridik blev Pallu prästvigd 1650. Efter ett möte 1653 med pater Alexandre de Rhodes, som var på resa för att vinna biskopar och missionärer för Östasien, begav Pallu sig till Rom och blev där utnämnd till titulärbiskop och till apostolisk vikarie för Tonkin och administrator av Laos och fem sydkinesiska provinser. 1660 grundade han tillsammans med fader Pierre Lambert de la Motte i Paris missionsseminariet Missions Etrangères de Paris (M.E.P.), det första missionsseminariet for sekulärpräster över huvud. 1662 bröt Pallu upp och begav sig till Siam och grundade ett prästseminarium även där 1664. 
Efter att ha vistats i Rom 1667-70 återvände han till Siam, där han tillsammans med Louis Laneau blev mottagen under store hedersbevisningar av kungen, som gav dem religionsfrihet. På vägen vidare mot Kina 1674 kom han oförutsett till Manila, där han blev arresterad av spanjorerna och tvungen att resa tillbaka till Europa. Under sin nästa Romvistelse började Pallu en kraftfull kampanj mot jesuiterna och mot Spaniens och Portugals patronatsrättigheter i Fjärran Östern. Detta ledde till två påvliga dekret 1678 och 1679 som förordnade att alla missionärer i padroadoområdena skulle avlägga lydnadslöfte gentemot de apostoliska vikarier som Rom utnämnde.
1681 utnämndes Pallu för en sjuårsperiod till generaladministrator för missionerna i hela Kina och lämnade på nytt Rom för att bege sig till missionsfältet. Det var först 1684 som han kom till landet och gick i land i Fujian. Hans försök att få missionärerna att avlägga lydnadslöftet ledde till kraftigt motstånd bland ordensbröderna. Kort före sin död utpekade han pater Charles Maigrot M.E.P. och pater Bernardino della Chiesa O.F.M. till sina efterträdare i Kina.